# Gare du Fauga
Gare du Fauga vasútállomás Franciaországban, Le Fauga településen.

## Vasútvonalak
Az állomást az alábbi vasútvonalak érintik:
- Toulouse–Bayonne-vasútvonal

## Kapcsolódó állomások
A vasútállomáshoz az alábbi állomások vannak a legközelebb:
- Gare de Longages-Noé
- Gare de Muret